# Редкодуб (Бахмутский район)
Редкоду́б (укр. Рідкодуб) — посёлок, входит в Ольховатский поселковый совет Бахмутского района Донецкой области Украины. Находится под контролем самопровозглашённой Донецкой Народной Республики.

## География
К северу от населённого пункта проходит граница между Донецкой и Луганской областями.

#### Соседние населённые пункты по странам света
С: Чернухино (Луганская область)
СЗ: город Дебальцево
СВ: Миус (Луганская область)
З: Ильинка
В: Редкодуб (Шахтёрского района), Круглик
ЮЗ: Полевое, Каменка, Ольховатка
ЮВ: Весёлое
Ю: Никишино, Кумшацкое, Димитрова

## Население
Население по переписи 2001 года составляло 71 человек.

## История
До 11 декабря 2014 года входил в Енакиевский городской совет. В 2014 году посёлок властями Украины переподчинен Артёмовскому району (см. Вооружённый конфликт на юго-востоке Украины). С февраля 2015 под контролем ДНР.

## Местный совет
86490, Донецкая область, Бахмутский район, Ольховатский поссовет, пгт. Ольховатка, ул. Советская, 1; тел. 5-46-32. Телефонный код — 6252.